# Бьёркская кирха
Бьёркская кирха (швед. Björka kyrka) — лютеранский храм в Бьёрке, в коммуне Шёбу в лене Сконе. Является храмом церковного прихода Шёбу епархии Лунда Шведской Церкви. Храм основан в XIII веке.
Кирпичная церковь в романском стиле в Бьёрке была построена в середине XIII века. Первоначальное церковное здание состояло из нефа, алтаря и апсиды. Стены храма сохранились почти нетронутыми со времени его возведения. В XV веке потолок церкви укрепили сводами. В период позднего Средневековья у храма появилось церковное крыльцо. Несмотря на отсутствие колокольни, на чердаке церкви был обнаружен колокол, отлитый в 1691 году. Деревянная звонница, ныне утраченная, стояла рядом с храмом, о чём сохранились свидетельства конца XVIII века. В 1929 году в церкви провели капитальный ремонт. В 1951 году в храме установили электрическое отопление. В 1985 году обновили внутреннее убранство.
Самый старым предметом в интерьере церкви является медный со следами позолоты процессионный крест XII века. Он демонстрируется публике только во время богослужений. На четырёх его концах присутствуют медальоны с выгравированными символами евангелистов и четырьмя листовыми почками. На нём также выгравирован распятый Иисус Христос с рукой Бога-Отца, указующей на голову Бога-Сына. На реверсе изображены апостол Пётр и четверо святых. В церкви также хранится распятие периода позднего средневековья, предположительно, конца XV века. В 1905—1985 года оно находилось в собраниях Исторического музея Лундского университета. По бокам от распятия изображены кресты доброго и злого разбойников. Над добрым изображён ангел с едва заметными крыльями, который держит в руках младенца, символизирующего душу покаявшегося разбойника, взятую в рай. Распятие сделано из дуба, а скульптурные дополнения из берёзы. В 1984 году в храм из того же музея была возвращена скульптура Иоанна Крестителя.
Алтарь и скульптурно-живописный алтарный образ датируются XVII веком; престол с цитатами из Библии на датском языке является дополнением к алтарю. Купель для крещения, выполненная из кованого железа местным мастером, датируется XVIII—XIX веками. На кафедре 1643 года присутствуют изображения Крещения и Преображения Господня, Тайной вечери и евангелистов. Церковные скамьи XVII века украшены росписями XVIII столетия. Церковные хоры украшает покров работы мастерской Мярты Морс-Фьеттерстрём от 1961 года.
До 1983 года богослужения в храме сопровождались игрой на фисгармонии. В 1983 году сюда перенесли механический орган из новой кирхи в Сёдра-Осуме. Он был построен в 1977 году мастером Андерсом Перссоном. В 1985 году инструмент реконструировали.